# Urania leilus
Urania leilus, bướm urania dải xanh lục, là một loài bướm đêm bay vào ban ngày thuộc họ Uraniidae. Loài này được Carl Linnaeus mô tả lần đầu tiên trong ấn bản thứ 10 năm 1758 của ông về Systema Naturae. Nó được tìm thấy ở vùng nhiệt đới Nam Mỹ phía đông dãy Andes, bao gồm Suriname, Guiana thuộc Pháp, đông Colombia, Venezuela, đông Ecuador, Brazil, bắc Bolivia, đông Peru và Trinidad. Nó đã được ghi nhận là một loài di cư đến phía bắc và miền trung Antilles nhỏ hơn như St. Kitts, Barbados và Dominica. Môi trường sống bao gồm các bãi sông trong rừng nhiệt đới nguyên sinh và thứ sinh ở độ cao giữa mực nước biển và khoảng 800 m.

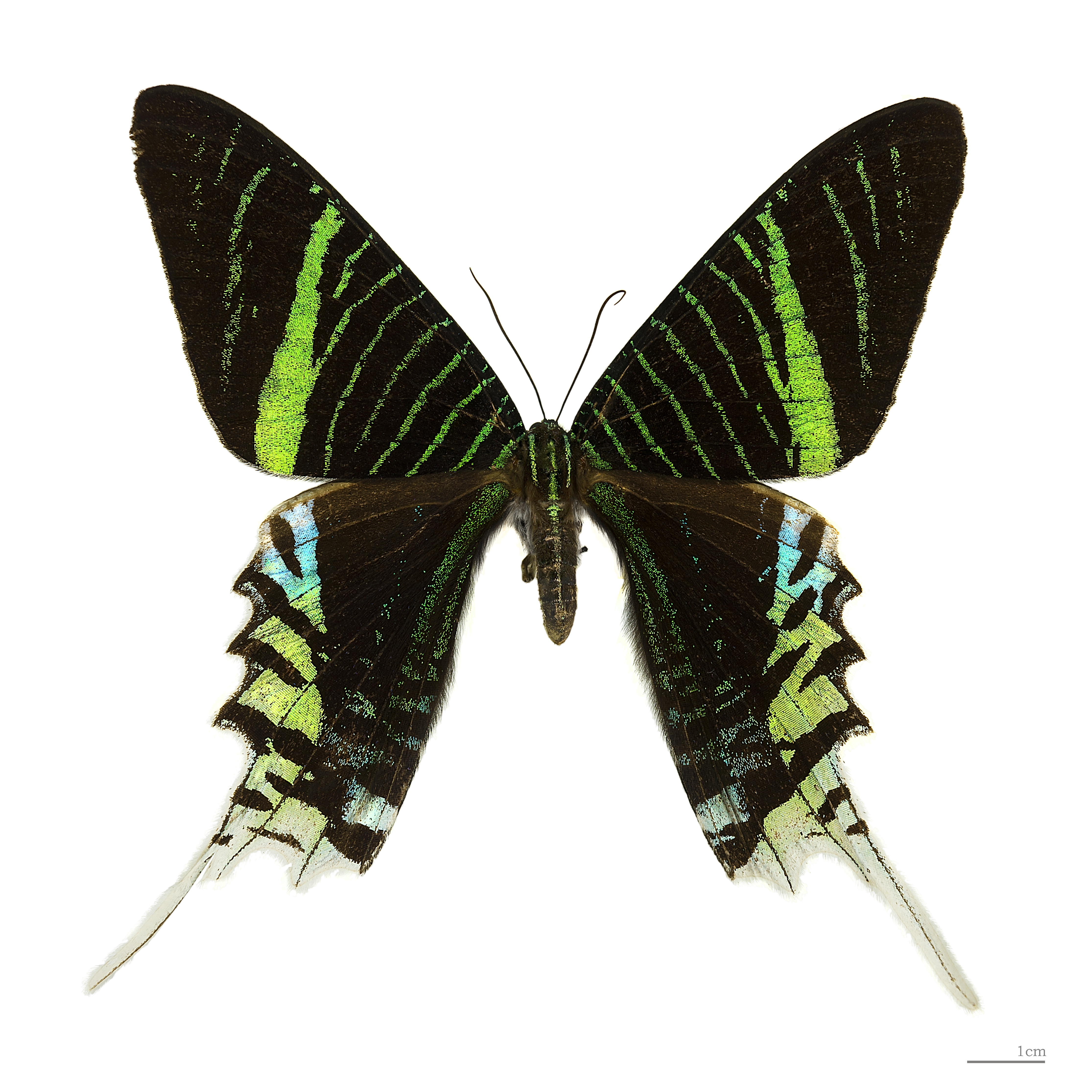
Phần trên
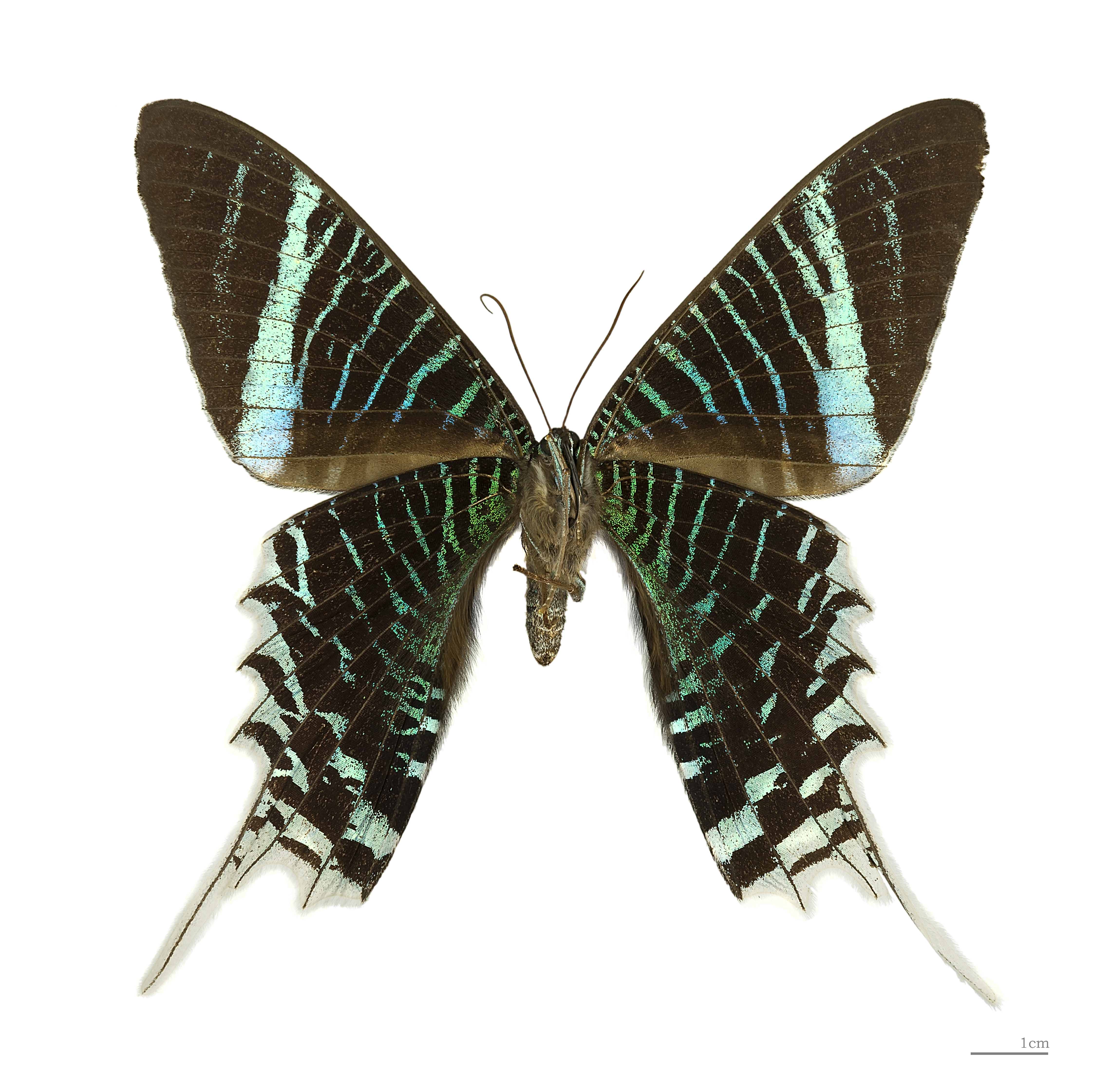
Phần dưới

Đôi khi nó bị nhầm lẫn với loài U. fulgens tương tự, nhưng loài này được tìm thấy ở phía tây dãy Andes ở Nam Mỹ, Trung Mỹ và Mexico, nhỏ hơn một chút và có ít màu trắng hơn ở "đuôi". Cả hai đã được coi là dấu ấn sinh học.
Sải cánh của U. leilus dài khoảng 70 mm.
Có vẻ như đối với tất cả loài chi Urania, ấu trùng của U. leilus chỉ ăn các loài thuộc loài Omphalea độc hại họ Đại kích.